# حارة العلفي (دار سعد)

تعديل مصدري - تعديل

حارة العلفي هي إحدى حارات حي أول مايو الواقع بمديرية دار سعد التابعة لمحافظة عدن، بلغ تعداد سكانها 8122 نسمة حسب تعداد اليمن لعام 2004.